# واکسن کووید-۱۹ اسپوتنیک وی
اسپوتنیک وی (روسی: Спутник V)، یک واکسن کووید ۱۹ است که توسط مؤسسه تحقیقات همه‌گیرشناسی و میکروبیولوژی گامالیا تولید و در ۱۱ اوت ۲۰۲۰ توسط وزارت بهداشت روسیه به عنوان گام-کووید-واک (روسی: Гам-КОВИД-Вак) ثبت شد. این یک واکسن ناقل ویروسی آدنوویروس است. در ۲ فوریه ۲۰۲۱، یک تحلیل مقدماتی از آزمایش‌های فاز ۳ انسانی این واکسن در لنست منتشر شده که نشان‌دهنده تأثیر ۹۱٫۶٪ی بدون اثرات جانبی نامعمول بود.
گام-کووید-واک در ابتدا بر اساس نتایج اولیه مطالعات فاز ۱ و ۲ که در ۴ سپتامبر ۲۰۲۰ منتشر شد، برای توزیع در روسیه تأیید شد. تصویب سریع در اوایل ماه اوت گام-کووید-واک با انتقاد در رسانه‌های جمعی روبرو شد و بحث‌ها را در جامعه علمی برانگیخت که آیا این تصمیم در غیاب تحقیقات علمی قوی که ایمنی و کارایی واکسن را تأیید می‌کند، موجه است.
توزیع اضطراری واکسن در دسامبر ۲۰۲۰ در چندین کشور از جمله روسیه، آرژانتین، بلاروس، مجارستان، صربستان و امارات متحده عربی آغاز شد. تا فوریه ۲۰۲۱، بیست و یک کشور مجوز استفاده اضطراری از اسپوتنیک وی را داده‌اند در حالی که بیش از یک میلیارد دوز واکسن برای توزیع فوری در سطح جهان سفارش شده‌است.

## فناوری

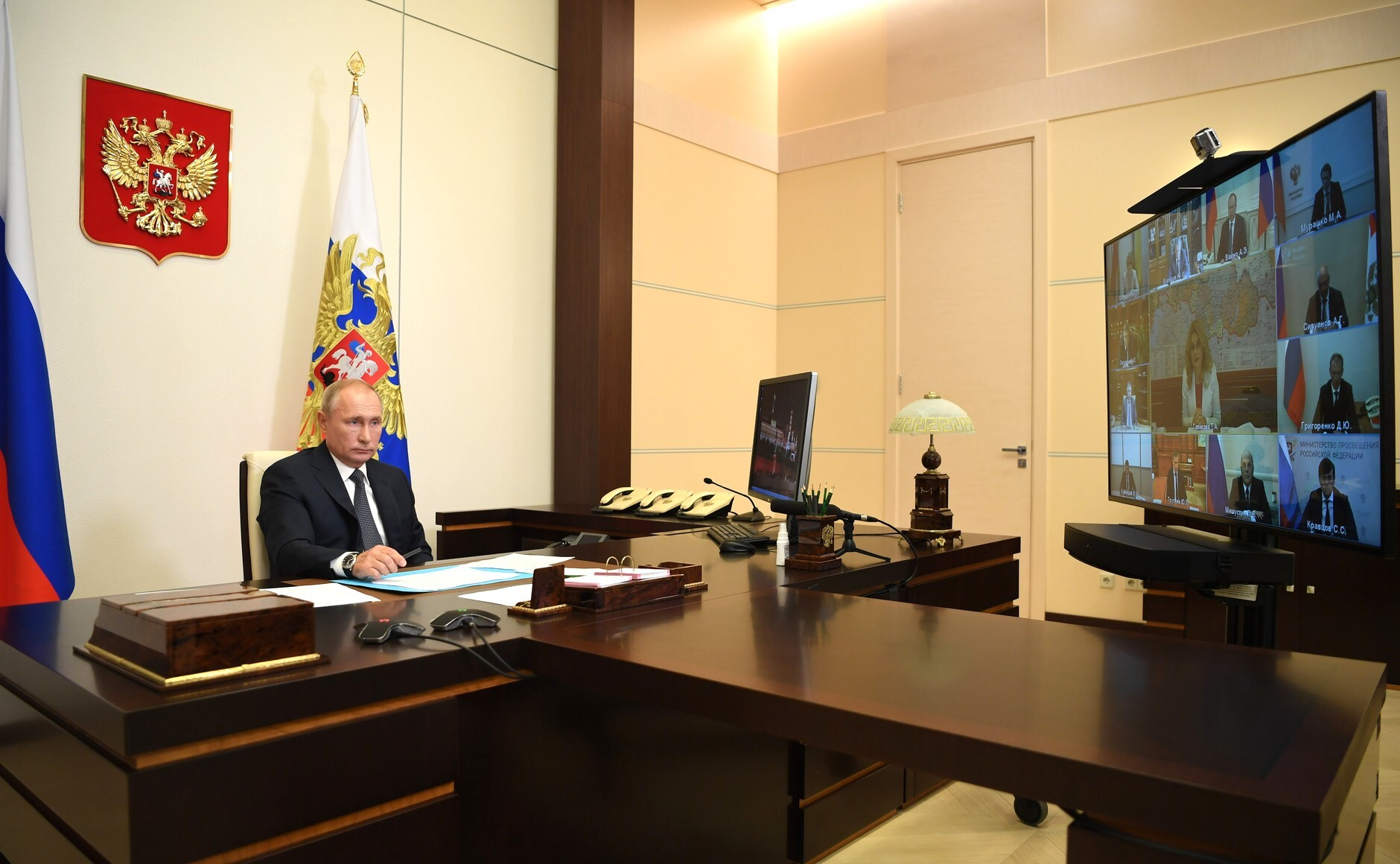
دیدار رئیس‌جمهور پوتین با اعضای دولت، در ۱۱ اوت ۲۰۲۰ از طریق کنفرانس ویدیویی، که در آن وی ثبت واکسن برای مقابله با کووید-۱۹ را اعلام کرد.

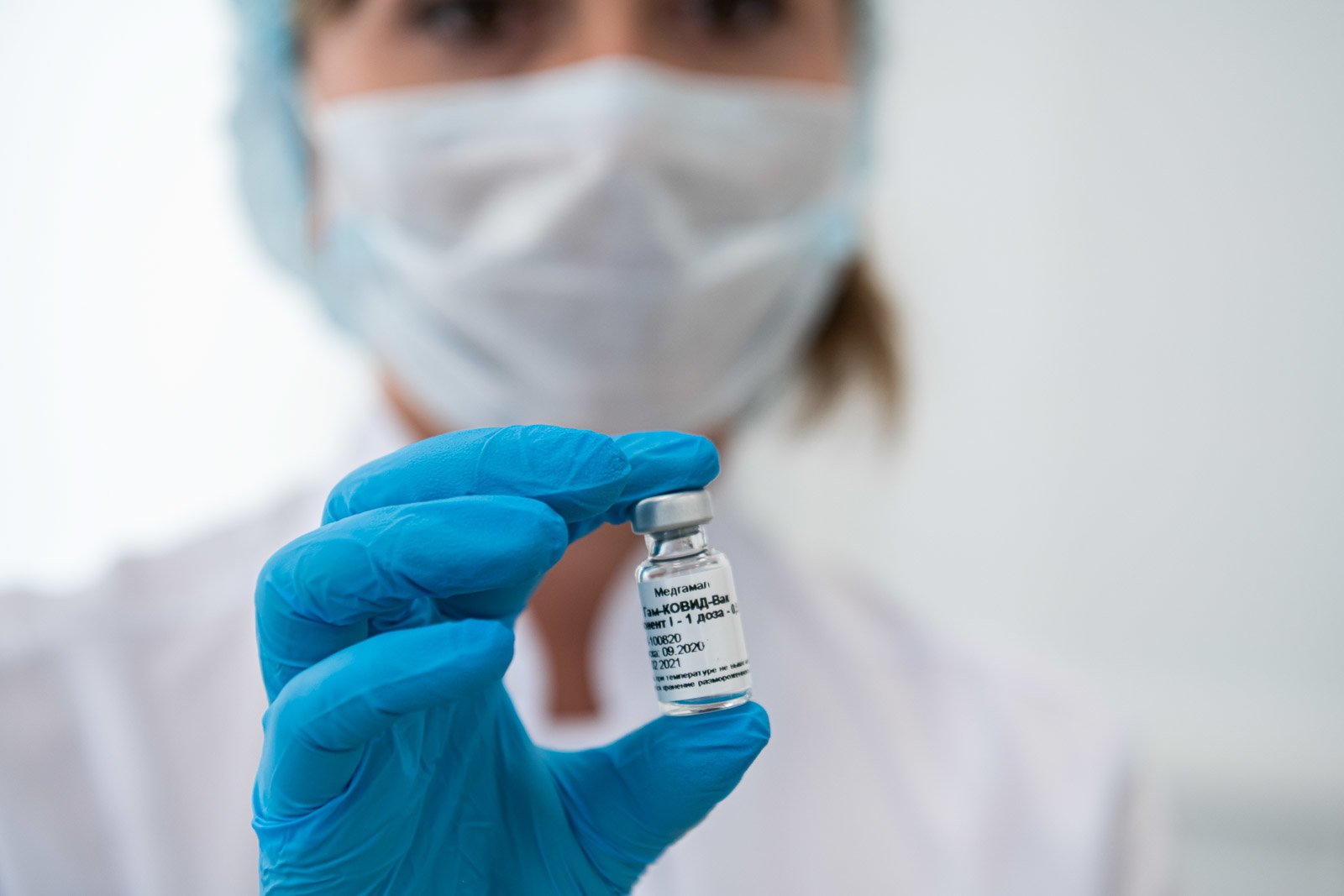
کارمند پزشکی در مسکو با واکسن

گام-کووید-واک یک واکسن ویروسی دو ناقل است که بر اساس دو آدنوویروس انسانی - یک ویروس سرماخوردگی - حاوی ژن رمزگذار پروتئین سنبله (S) با طول کامل کروناویروس سندرم حاد تنفسی ۲ برای تحریک پاسخ ایمنی است. واکسن گام-کووید-واک توسط یک تیم میکروبیولوژیست سلولی از مؤسسهٔ تحقیقات اپیدمیولوژی و میکروبیولوژی گامالیا مورد حمایت دولت ساخته شده‌است. این گروه توسط دنیس لوگونوف، عضو وابسته دکترای پزشکی و آکادمی علوم روسیه، هدایت می‌شد، وی همچنین روی واکسن‌های ابولاویروس و کروناویروس مرس کار می‌کرد.
نوع آدنوویروس نوترکیب ۲۶ و ۵ هر دو به عنوان ناقل در واکسن استفاده می‌شود. آن‌ها از بیوتکنولوژی مشتق شده‌اند و حاوی دی‌ان‌ای مکمل پروتئین S کروناویروس سندرم حاد تنفسی ۲ هستند. هر دو در ماهیچه دالی تجویز می‌شوند: واکسن مبتنی بر Ad26 در روز اول و واکسن Ad5 در روز ۲۱ برای تقویت پاسخ ایمنی استفاده می‌شود.
واکسن را می‌توان به‌صورت منجمد (دمای ذخیره‌سازی −۱۸ درجه سانتیگراد یا ۰ درجه فارنهایت) و خشک‌کردن انجمادی ("گام-کووید-واک-لیو"، دمای ذخیره‌سازی ۲–۸ درجه سانتیگراد یا ۳۶–۴۶ درجه فارنهایت) فرم‌های مقدار مصرف فرموله کرد. اولین فرمولاسیون برای استفاده در مقیاس بزرگ تهیه شده‌است، ساخت آن ارزان‌تر و آسان‌تر است. تولید فرمولاسیون لیوفیلیزه به زمان و منابع بسیار بیشتری نیاز دارد، اگرچه برای ذخیره‌سازی و حمل و نقل راحت‌تر است. گام-کووید-واک-لیو مخصوصاً برای انتقال واکسن به مناطق صعب‌العبور روسیه ساخته شده‌است. رئیس مؤسسهٔ تحقیقات گامالیا الکساندر گینزبورگ تخمین می‌زند که واکسینه کردن اکثر قریب به اتفاق جمعیت روسیه، با فرض کافی بودن منابع داخل کشور ۹–۱۲ ماه طول خواهد کشید.

## تحقیقات بالینی

### فاز ۱ و ۲
دادرسی ایمنی فاز ۱ در ۱۸ ژوئن آغاز شد. در ۴ سپتامبر، اطلاعات مربوط به ۷۶ شرکت‌کننده در آزمایش فاز ۱ و ۲ منتشر شد که نشانگر شواهد اولیه ایمنی و پاسخ ایمنی است. هنگامی که داده‌های یکسان برای بسیاری از شرکت‌کنندگان در آزمایش گزارش شد، نتایج توسط دانشمندان بین‌المللی واکسن ناقص، مشکوک و غیرقابل اعتماد به چالش کشیده شد اما نویسندگان پاسخ دادند که حجم نمونه کوچکی از ۹ وجود دارد و نتایج اندازه‌گیری‌شده تیتراسیون فقط می‌تواند مقادیر گسسته را به‌دست‌آورد (۸۰۰، ۱۶۰۰، ۳۲۰۰، ۶۴۰۰). همراه با مشاهده این‌که مقادیر پس از سه تا چهار هفته به یک وضع ثابت می‌رسند، آن‌ها ادعا می‌کنند که بعید نیست چندین شرکت‌کننده برای روزهای ۲۱ تا ۲۸ نتایج یکسان نشان دهند.
در ۴ نوامبر ۲۰۲۰، مدیر کل مرکز درمانی هداسا در اسرائیل، پروفسور زئوف روتشتاین در جروزالم پست اظهار داشت: «شعبه هداسا در مرکز نوآوری اسکولکوو مسکو در یک آزمایش بالینی فاز ۳ همکاری کرده‌است… [و این] باید در یکی دو ماه آینده کامل شود. این آزمایش در حال آزمایش واکسن بر روی ۴۰۰٬۰۰۰ نفر در روسیه و چندین کشور دیگر است. ده‌ها هزار داوطلب قبلاً واکسن دریافت کرده‌اند.»
در ۱۱ دسامبر ۲۰۲۰، آسترازنکا اعلام کرد که آن‌ها آزمایش‌های بالینی را برای آزمایش ترکیبی از واکسن آزمایشی کووید-۱۹ خود، ای‌زددی۱۲۲۲، با اسپوتنیک ۵ روسیه آغاز می‌کنند. آسترازنکا گفت که در حال بررسی چگونگی ارزیابی واکسن‌های مختلف است و به‌زودی تحقیق در مورد مؤسسهٔ گامالیا روسیه، توسعه دهنده اسپوتنیک ۵، را آغاز می‌کند که آیا دو واکسن مبتنی بر ویروس سرماخوردگی با موفقیت ترکیب می‌شوند.

### فاز ۳
مطالعه فاز ۳ که در حال انجام است یک کارآزمایی بالینی چند مرکزه تصادفی، دوسوکور، کنترل شده با پلاسیبو و شامل ۴۰٬۰۰۰ داوطلب در مسکو است و قرار است تا مه ۲۰۲۱ ادامه داشته باشد. در طی سال‌های ۲۱–۲۰۲۰، مطالعات بالینی فاز ۳ نیز در بلاروس، امارات متحده عربی، هند و ونزوئلا انجام شده‌است.
در ۲ فوریه ۲۰۲۱، یک تحلیل موقت از آزمایش‌های مسکو در لنست منتشر شد، که نشان‌دهنده اثربخشی ۹۱٫۶٪ بدون عوارض جانبی غیرمعمول است. این آزمایش در ۷ سپتامبر ۲۰۲۰ با استفاده از فرم مایع منجمد واکسن آغاز شد و داده‌ها در ۲۴ نوامبر ۲۰۲۰ تا قفل پایگاه داده دوم مورد تجزیه و تحلیل قرار گرفتند. گروه بالای ۶۰ سال در آزمایش (پیرترین ۸۷ سال) اساساً همان اثر را داشتند (۹۱٫۸٪) برای همه سنین. کمترین سن شرکت‌کنندگان ۱۸ سال بود.

## تاریخچه
در ماه مه ۲۰۲۰، مؤسسهٔ تحقیقات اپیدمیولوژی و میکروبیولوژی گامالیا اعلام کرد که این واکسن را بدون عوارض جانبی جدی تولید کرده‌است. تا اوت ۲۰۲۰، فازهای ۱ و ۲ دو آزمایش بالینی (شامل ۳۸ بیمار) تکمیل شد. فقط یکی از آن‌ها از فرمولاسیون استفاده کرد که بعداً تحت «شرایط محدود» مجوز بازاریابی را بدست آورد. این واکسن با نام تجاری "اسپوتنیک ۵"، پس از اولین ماهواره مصنوعی جهان، داده شد.
در طی آزمایش‌های بالینی، ۳۸ شرکت‌کننده‌ای که یک یا دو دوز واکسن گام-کووید-واک را دریافت کرده‌اند، آنتی‌بادی علیه پروتئین سنبله کروناویروس سندرم حاد تنفسی ۲ تولید کرده‌اند، از جمله آنتی‌بادی‌های خنثی‌کننده قوی که ذرات ویروسی را غیرفعال می‌کنند. در ۱۱ اوت ۲۰۲۰، وزیر بهداشت روسیه میخائیل موراشکو در جلسه توجیهی دولت با مشارکت رئیس‌جمهور ولادیمیر پوتین تصویب قانونی مقررات واکسن را برای استفاده گسترده اعلام کرد. ثبت دولتی واکسن با توجه به مصوبه دولت فدراسیون روسیه «مشروط» با اقدامات پس از بازاریابی انجام شد. در گواهی ثبت واکسن آمده‌است که تا ۱ ژانویه ۲۰۲۱ نمی‌توان از آن به‌طور گسترده در روسیه استفاده کرد و پیش از آن ممکن است در اختیار «تعداد کمی از شهروندان از گروه‌های آسیب‌پذیر» مانند پرسنل پزشکی و افراد مسن قرار گیرد. مجوز تحت شماره ثبت ЛП-۰۰۶۳۹۵ در ۱۱ اوت توسط وزارت بهداشت روسیه صادر شد. اگرچه این اعلامیه حتی قبل از ورود داوطلب واکسن به آزمایش‌های فاز ۳ اعلام شده‌بود، عمل مجوز بازاریابی «در شرایط» در کشورهای دیگر نیز وجود دارد. در تاریخ ۲۶ اوت، گواهی شماره ЛП-۰۰۶۴۲۳ برای فرمول لیوفیلیزه «گام-کووید-واک-لیو» صادر شد.
اولین بار برای عرضه گام-کووید-واک در سپتامبر ۲۰۲۰ برنامه‌ریزی شد. در ماه اکتبر، میخائیل موراشکو گفت که گام-کووید-واک پس از شروع تولید انبوه برای همه شهروندان روسیه رایگان خواهد بود. بعداً، وزارت بهداشت روسیه حداکثر قیمت در خارج از کارخانه معادل ۱٬۹۴۲ روبل را برای دو جز ثبت کرد و آن‌ها را در فهرست ملی داروهای اساسی قرار داد. همچنین پیشنهادهایی برای گنجاندن این واکسن در تقویم ملی ایمن‌سازی روسیه وجود داشت.
به گفته رسانه‌های روسی، تولید انبوه گام-کووید-واک تا ۱۵ اوت آغاز شده‌است. در آن لحظه، فدراسیون روسیه قبلاً از ۲۰ کشور جهان درخواست تهیه ۱ میلیارد دوز واکسن دریافت کرده‌است. سه تأسیسات قادر به تولید حدود یک میلیون دوز در ماه در هر یک با دو برابر شدن ظرفیت بالقوه تا زمستان بودند. طبق مصاحبه با سخنگوی سازمان، در پایان سال ۲۰۲۰، تولید مؤسسهٔ تحقیقات گامالیا قرار بود ۳–۵ میلیون دوز تولید کند.

## ارزیابی علمی
در ۱۱ اوت ۲۰۲۰، سخنگوی سازمان بهداشت جهانی (WHO) گفت: «… پیش‌صلاحیت هر واکسن شامل بررسی دقیق و ارزیابی کلیه داده‌های ایمنی و کارایی مورد نیاز است». یک دستیار مدیر WHO گفت: «بدون رعایت کلیه مراحل، نمی‌توانید از واکسن یا دارو استفاده کنید».
دانشمندان واکسیناسیون پیتر هوتز و فرانسوا بالو تصویب دولت روسیه برای گام-کووید-واک را «نگران‌کننده»، «بی‌پروا» و «احمقانه» خوانده‌اند. پروفسور پل اوفیت، که رئیس مرکز آموزش واکسن در بیمارستان کودکان فیلادلفیا است، اظهار داشت که این اعلامیه «یک حقه سیاسی» است و واکسن آزمایش نشده می‌تواند بسیار مضر باشد.
بالرام بهارگاوا، مدیر شورای تحقیقات پزشکی هند، گفت که روسیه در مراحل اولیه خود موفق به ردیابی سریع یک کاندید واکسن کووید-۱۹ شده‌است.
دکتر استفان گریفین، دانشیار دانشکده پزشکی، دانشگاه لیدز، گفت که می‌توان با احتیاط خوش‌بین بود که واکسن‌های کروناویروس سندرم حاد تنفسی ۲ که پروتئین سنبله را هدف قرار می‌دهند، مؤثر هستند. علاوه بر این، از آن‌جا که آنتی‌ژن اسپوتنیک از طریق روش دیگری، یعنی استفاده از یک آدنوویروس غیرفعال به جای RNA فرموله شده، تحقق می‌یابد، این انعطاف‌پذیری را از نظر شاید یک روش دیگر فراهم می‌کند که پاسخ‌های بهتری را در گروه‌های سنی خاص، قومیت‌ها و غیره، به علاوه ذخیره‌سازی که این واکسن ارائه می‌دهد باید ساده‌تر باشد.
استفان ایوانز، استاد فاراکوپیدمیولوژی در دانشکده بهداشت و پزشکی گرمسیری لندن، گفت: «داده‌ها [با] مؤثر بودن واکسن سازگار هستند».
ایان جونز، استاد ویروس‌شناسی در دانشگاه ریدینگ، گفت: "این نتایج با آن‌چه در مورد سایر واکسن‌ها می‌بینیم مطابقت دارد، زیرا پیام بزرگ واقعاً برای دانشمندان بهداشت جهانی این است که این بیماری [کووید-۱۹] می‌تواند توسط واکسن‌ها برطرف شود. جونز در مصاحبه‌ای به سی‌بی‌سی نیوز گفت دلیلی ندارم که به آن [نتایج] شک کنم. "من موافقم که نتایج اولیه آن‌ها باعث ایجاد دلهره شده‌است، اما فکر نمی‌کنم به دلیل معتبر نبودن آن‌ها باشد. کمی زود آزاد شدند. من فکر می‌کنم این یک واکسن مفید خواهد بود."
طبق بررسی اولیه توسط متخصصان، فرمول لیوفیلیزه‌شده گام-کووید-واک مشابه واکسن آبله است، و احتیاج به ذخیره‌سازی مداوم زنجیره سرد - همان‌طور که برای واکسن‌های فایزر–بیوان‌تک و مدرنا مورد نیاز است - و اجازه حمل و نقل به مکان‌های دور با کاهش خطر فاسد شدن واکسن دارد.

## توزیع، واکسیناسیون و درک عمومی

### در روسیه

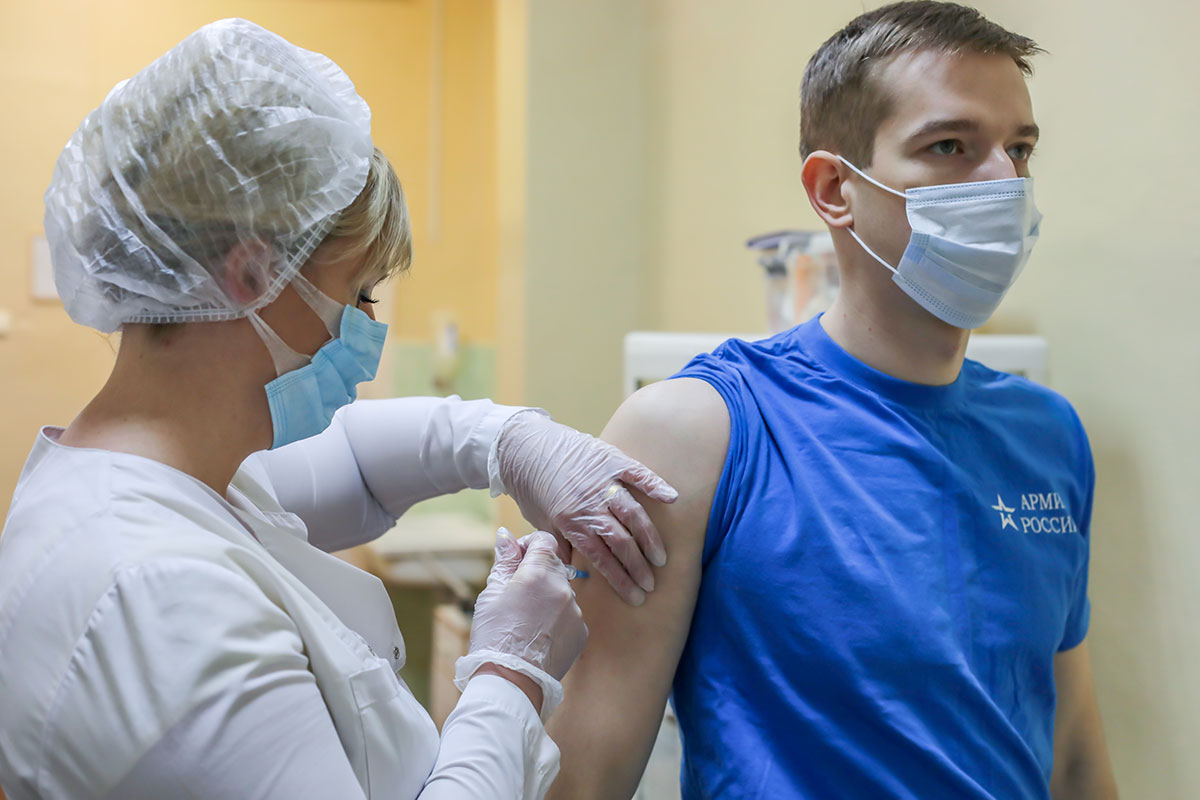
واکسیناسیون پرسنل نظامی و متخصصان غیرنظامی ناوگان شمال با ماده دوم داروی "گام-کووید-واک" ("اسپوتنیک ۵").

در اوایل دسامبر ۲۰۲۰، مقامات فدرال از آغاز واکسیناسیون رایگان در مقیاس گسترده با گام-کووید-واک برای شهروندان روسیه خبر دادند. ایمن‌سازی در ۷۰ مرکز پزشکی مستقر در مسکو از ۵ دسامبر ۲۰۲۰ آغاز شد.
پزشکان و سایر کارگران پزشکی، معلمان و مددکاران اجتماعی به دلیل بالاترین خطر ابتلا به این بیماری در اولویت قرار دارند. سن کسانی که واکسن دریافت می‌کردند در ابتدا ۶۰ سال بود، بعداً این محدودیت برداشته شد. به گیرندگان بالقوه از طریق پیام متنی اطلاع داده‌شد، با یک جمله «شما در یک مؤسسهٔ آموزشی مشغول به کار هستید و برای واکسن کووید-۱۹ به صورت رایگان از اولویت بالاتری برخوردار هستید». قبل از گرفتن واکسن، از بیماران چند سؤال عمومی بهداشتی پرسیده می‌شود، حدود ۱۵ دقیقه قبل از استفاده از یخ‌زدگی عمیق برداشته می‌شود. یک بروشور به بیمار تحویل داده می‌شود، که در مورد اثرات جانبی احتمالی هشدار می‌دهد، که حاکی از آن است که خفیف است و حداکثر دو روز طول می‌کشد. افرادی که از نظر سلامتی زمینه‌ای خاصی دارند، زنان باردار و کسانی که طی دو هفته گذشته بیماری تنفسی داشته‌اند از واکسیناسیون منع می‌شوند.
طبق نظرسنجی‌های عمومی، تنها نیمی از جمعیت روسیه داوطلبانه این واکسن را می‌زنند. یک نظرسنجی از کانادایی‌ها که توسط لگر انجام شد نشان داد که اکثریت (۶۸٪) واکسن روسی را در صورت دوز رایگان دریافت نمی‌کنند، در مقایسه با ۱۴٪ که گفته‌اند این واکسن را مصرف می‌کنند. وقتی از آمریکایی‌ها همین سؤال پرسیده‌شد، در صورت ارائه دوز رایگان، ۵۹٪ واکسن روسی نمی‌زنند، در حالی که ۲۴٪ اظهار داشتند که این دوز را مصرف می‌کنند. مقامات انگلیس و آمریکا اظهار داشتند که واکسن گام-کووید-واک احتمالاً رد خواهد شد، زیرا این نگرانی در مورد عدم پیگیری روند سخت‌گیرانه آزمایش بالینی واکسن وجود دارد. یک متخصص بهداشت عمومی گفت که تصویب سریع گام-کووید-واک توسط دولت روسیه «گوشه‌های برش» است و در صورت ناامن بودن یا بی‌اثر بودن واکسن ممکن است به اعتماد به نفس مردم آسیب برساند. پیتر اوپنشاو، ایمونولوژیست گفت: «این خطر بزرگ وجود دارد که اعتماد به واکسن‌ها توسط واکسنی که تأیید کرده و آسیب می‌رساند آسیب ببیند.»
در اوایل ماه دسامبر، وزیر بهداشت، میخائیل موراشکو گفت که روسیه قبلاً بیش از ۱۰۰٬۰۰۰ فرد پرخطر را واکسینه کرده‌است. چهل هزار نفر از آن‌ها داوطلب در آزمایش‌های فاز ۳ اسپوتنیک ۵ هستند، ۶۰٬۰۰۰ پزشک دیگر نیز واکسن مصرف کرده‌اند. رئیس صندوق سرمایه‌گذاری مستقیم روسیه، کیریل دیمیتریف، در مصاحبه با بی‌بی‌سی گفت که پزشکان روسی انتظار دارند در ماه دسامبر حدود ۲ میلیون نفر واکسن ویروس کرونا بزنند.
تا ابتدای دسامبر ۲۰۲۰، شرکت‌های جنوریوم (که تحت نظارت فارم‌استاندارد است) و بینوفارم (که تحت نظارت سیستما هستند) شرکت‌ها گام-کووید-واک را در مقیاس وسیعی تولید کردند. پیش‌بینی می‌شود که این واکسن نیز توسط شرکت بایوکاد تولید شود. طبق رسانه‌های روسی، تأمین‌کنندگان ۵۰۰٬۰۰۰ واکسن را تا پایان دسامبر ۲۰۲۰ توزیع خواهند کرد. در ۱۰ دسامبر، معاون نخست‌وزیر تاتیانا گولیکووا اعلام کرد که تقریباً ۶٫۹ میلیون دوز واکسن اسپوتنیک ۵ قبل از پایان فوریه ۲۰۲۱ وارد گردش غیرنظامی در روسیه می‌شود. سرگئی سابیانین، شهردار مسکو اعلام کرد که «آر-فارم» مستقر در مسکو به تولیدکننده اصلی واکسن ویروس کرونا اسپوتنیک ۵ روسیه تبدیل خواهد شد. کارخانه با ظرفیت کامل، حداکثر ۱۰ میلیون دوز در ماه تولید خواهد کرد.

### در خارج از کشور

رنگ سبز تیره کشورهایی هستند که میلیون‌ها دوز اسپوتنیک ۵ را سفارش داده‌اند. رنگ سبز روشن کشورهایی هستند که علاقه‌مند به دریافت واکسن شده‌اند یا در حال آزمایش آن هستند.

طبق صندوق سرمایه‌گذاری مستقیم روسیه، آن‌ها سفارش‌های بیش از ۱٫۲ میلیارد دوز واکسن را در هفته اول دسامبر دریافت کرده‌اند. بیش از ۵۰ کشور تقاضای دوز کرده‌اند، لوازم موردنیاز بازار جهانی توسط شرکای هند، برزیل، چین، کره جنوبی، مجارستان و سایر کشورها تهیه شده‌است. در اوت ۲۰۲۰، طبق گفته مقامات روسی، حداقل ۲۰ کشور وجود داشتند که می‌خواستند این واکسن را تهیه کنند.
در حالی که واکسن در روسیه رایگان است، هزینه هر دوز کمتر از ۱۰ دلار آمریکا (یا کمتر از ۲۰ دلار برای دو دوز لازم برای واکسیناسیون یک نفر) در بازارهای بین‌المللی است، که مقرون به صرفه‌تر از واکسن mRNA از تولیدکنندگان دیگر است. کریل دیمیتریف، رئیس صندوق، به خبرنگاران گفت که انتظار می‌رود بیش از ۱ میلیارد دوز واکسن در سال ۲۰۲۱ در خارج از روسیه تولید شود.
مرکز درمانی هداسا اسرائیل یک تفاهم‌نامه تجاری برای به دست آوردن ۱٫۵–۳ میلیون دوز امضا کرده‌است. آرژانتین با خرید ۲۵ میلیون دوز واکسن موافقت کرد. این واکسن در اواخر دسامبر در آرژانتین ثبت و تأیید شد. ایالت باهیا برزیل نیز توافق‌نامه‌ای را برای انجام آزمایش‌های بالینی فاز ۳ واکسن اسپوتنیک ۵ امضا کرده و قصد دارد ۵۰ میلیون دوز را به بازار شمال شرقی برزیل خریداری کند.
توافق‌نامه‌ای برای تولید بیش از ۱۰۰ میلیون دوز واکسن در هند با آزمایشگاه‌های دکتر ردی منعقد شده‌است، وی در ۱۱ ژانویه ۲۰۲۱ داده‌های آزمایشی مرحله میانی را به تنظیم‌کننده هند ارائه داد و توصیه کرد که به آزمایش‌های مرحله آخر منتقل شود. آردی‌آی‌اف اعلام کرد قصد دارد ۱۰۰ میلیون دوز به هند، ۳۵ میلیون به ازبکستان و ۳۲ میلیون به مکزیک و همچنین ۲۵ میلیون به نپال و مصر بفروشد.
در ۲۱ ژانویه ۲۰۲۱، رئیس‌جمهور آرژانتین، آلبرتو فرناندز اولین رهبر آمریکای لاتین شد که از طریق اسپوتنیک ۵ که اخیراً تصویب شده، علیه این بیماری تلقیح شد.

### مجوز استفاده اضطراری
از دسامبر ۲۰۲۰، بلاروس و آرژانتین مجوز استفاده اضطراری را برای واکسن مبتنی بر ناقل اعطا کردند. در ۲۱ ژانویه ۲۰۲۱، مجارستان اولین کشور اتحادیه اروپا بود که واکسیناسیون را برای استفاده اضطراری و همچنین امارات متحده عربی در منطقه خلیج فارس ثبت کرد.
در ۲۰ ژانویه ۲۰۲۱، مقامات روسی درخواست ثبت اسپوتنیک ۵ در اتحادیه اروپا را دادند، اولین بررسی اسناد تا فوریه پیش‌بینی می‌شود. استفاده اضطراری در الجزایر، بولیوی، صربستان، فلسطین، و مکزیک مجاز است.
در ۲۵ ژانویه ۲۰۲۱، ایران واکسن را تأیید کرد، وزیر امور خارجه محمدجواد ظریف گفت که این کشور امیدوار است که پس از ممنوعیت واردات واکسن از ایالات متحده آمریکا و انگلستان توسط سید علی خامنه‌ای، خریدهای خود را آغاز کند و تولید مشترک «در آینده نزدیک» را آغاز کند.